# Copenhaga
Copenhaga (în daneză København) este capitala Danemarcei, fiind situată pe coasta orientală a insulei Sjælland și în mica insulă Amager, față în față cu strâmtoarea Øresund. Orașele suedeze Malmö și Landskrona se află pe coasta opusă.
Numele său din daneză, København (în română Portul comercianților) amintește de poziția sa strategică la Marea Baltică.

## Populație
Populația daneză a regiunii metropolitane a Copenhagăi este de 1.800.000 locuitori, din care o treime locuiește în localitatea Frederiksberg, o treime în comitatul Copenhaga, iar restul în celelalte localități din regiune. Regiunea Øresund, care se întinde din estul insulei Sjælland până în vestul provinciei Skåne (în Suedia), are o populație de 2.800.000 locuitori.

## Obiective turistice

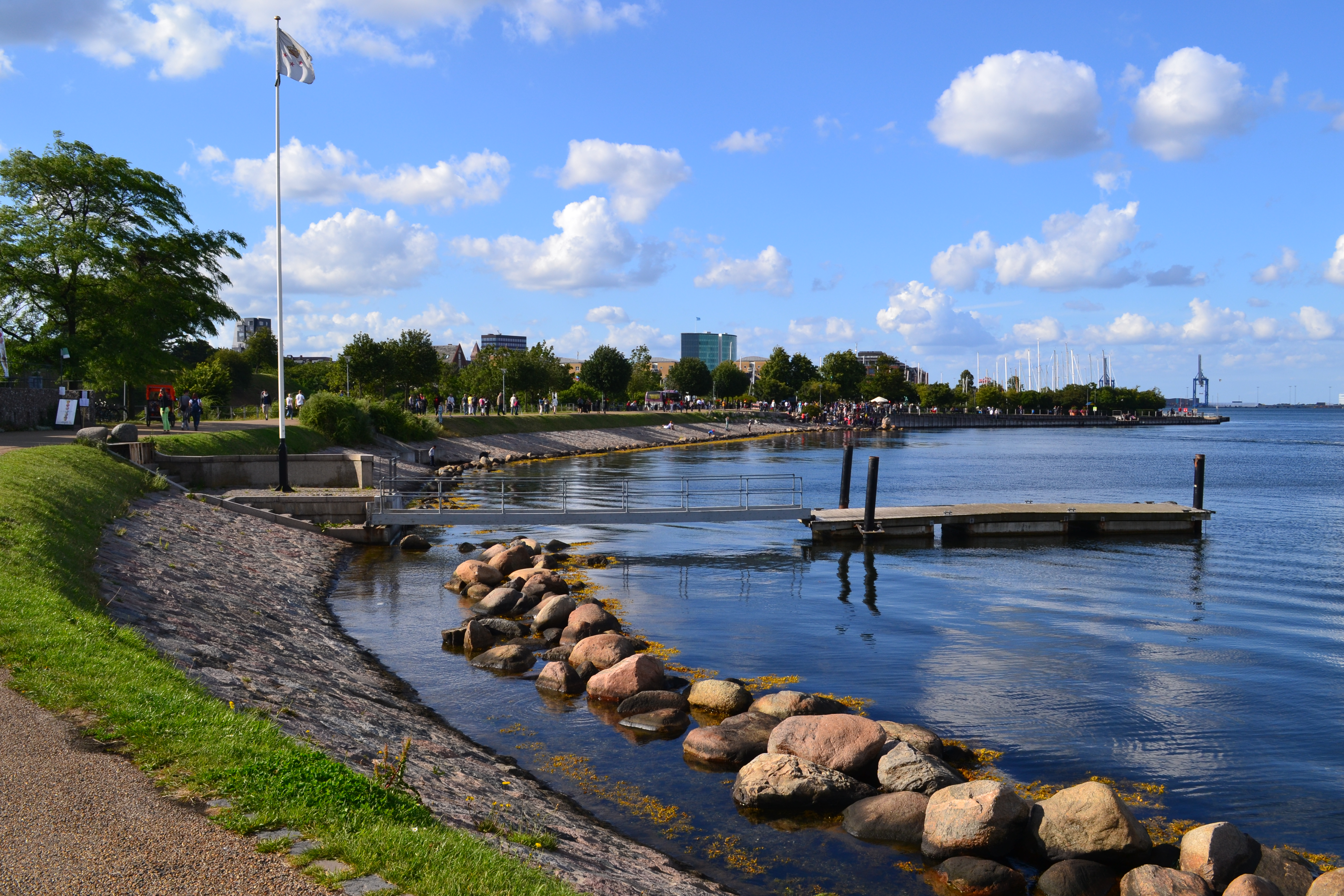
Promenada din Langelinie

Mica Sirenă, amplasată pe o stâncă rotundă din portul Langelinie, este una dintre cele mai cunoscute atracții turistice din Danemarca. Sculptura, cu o înălțime de 1,25 m și o greutate de 175 kg, expusă festiv la data de 25 august 1913, este creația sculptorului Edvard Eriksen. Capul sirenei a fost modelat după balerina Ellen Price, iar trupul nud după corpul soției sculptorului. Anual, sculptura este admirată de peste un milion de turiști. De menționat că originalul sculpturii se află păstrat într-un loc secret din Danemarca, în port aflându-se în prezent numai o copie. Statuia de bronz Mica sirenă, comoara Danemarcei, a părăsit Copenhaga, pentru prima dată în aproape 100 de ani, pentru a fi plasată în pavilionul danez al Expoziției Mondiale din 2010 deschisă în Shanghai între 1 mai și 31 octombrie 2010.
Ștrandul Amager (Amager Strandpark) este un ștrand public din Copenhaga. Se găsește pe insula Amager și include o insulă artificială cu un total de 4,6 km de plajă.
Tivoli, cunoscută și sub numele de Grădinile Tivoli, este un parc de distracții și grădină de agrement din Copenhaga, Danemarca. Parcul a fost deschis la 15 august 1843 și este al treilea cel mai vechi parc de distracții din lume, după Dyrehavsbakken din apropiere de Klampenborg, tot în Danemarca, și Wurstelprater din Viena, Austria.

## Personalități născute aici
- Margareta a Danemarcei (1456 - 1486), regină a Scoției;
- Hans van Steenwinckel cel Tânăr (1587 – 1639), arhitect;
- Thomas Bartholin (1616 - 1680), medic;
- Peder Hansen Resen (1625 – 1688), istoric;
- Niels Stensen (1638 - 1686), medic, geolog;
- Georg Mohr (1640 – 1697), matematician;
- Conrad von Reventlow (1644 – 1708), om de stat;
- Prințesa Wilhelmina Ernestine a Danemarcei (1650 - 1706);
- Prințul George al Danemarcei (1653 – 1708),
- Caspar Bartholin cel Tânăr (1655 – 1738), anatomist;
- Ulrica Eleonora a Danemarcei (1656 – 1693), regină a Suediei;
- Frederic al IV-lea (1671 - 1730), rege al Danemarcei;
- Charlotte Desmares (1682 – 1753), actriță franceză;
- Christian al VI-lea (1699 – 1746), rege al Danemarcei și Norvegiei;
- Frederic al V-lea (1723 – 1766), rege al Danemarcei și Norvegiei;
- Louise a Danemarcei (1726 – 1756), prințesă;
- Peter Frederik Suhm (1728 – 1798), istoric;
- Otto Friedrich Müller (1730 – 1784), om de știință;
- Anna Catharina Materna (1731 – 1757), actriță, dramaturg;
- Caspar Frederik Harsdorff (1735 – 1799), arhitect;
- Morten Thrane Brünnich (1737 – 1827), om de știință;
- Johannes Ewald (1743 - 1781), scriitor;
- Nicolai Abildgaard (1743 - 1809), pictor, arhitect;
- Sophia Magdalena (1746 – 1813), regină a Suediei;
- Prințesa Wilhelmina Caroline (1747 – 1820);
- Christian al VII-lea al Danemarcei (1749 - 1808), rege al Danemarcei și Norvegiei;
- Prințul Frederic al Danemarcei și Norvegiei (1753 – 1805);
- Peter Haas (1754 – 1804), gravor;
- Enevold De Falsen (1755 – 1808), poet, actor, om de stat;
- Isaac Abraham Euchel (1756 - 1804), scriitor evreu;
- Claus Schall (1757 – 1835), compozitor;
- Knud Lyne Rahbek (1760 – 1830), scriitor;
- Frederic al VI-lea (1768 – 1839), rege al Danemarcei;
- Christian Günther von Bernstorff (1769 – 1835), om de stat, diplomat;
- Bertel Thorvaldsen (1770 – 1844), sculptor;
- Thomasine Christine Gyllembourg-Ehrensvärd (1773 – 1856), scriitoare;
- Kamma Rahbek (1775 – 1829), artistă;
- Peter Thonning (1775 – 1848), medic, botanist;
- Urban Jürgensen (1776 - 1830), fabricant de ceasuri;
- Peter Erasmus Müller (1776 – 1834), istoric, lingvist;
- Barthold Georg Niebuhr (1776 – 1831), istoric, om de stat;
- Adam Oehlenschläger (1779 – 1850), scriitor;
- Jørgen Jørgensen (1780 – 1841), explorator, aventurier;
- Ludwig Lewin Jacobson (1783 – 1843), chirurg;
- Morten Wormskjold (1783 – 1845), botanist, explorator;
- Christian al VIII-lea (1786 – 1848), rege al Danemarcei;
- Nathaniel Wallich (1786 – 1854), chirurg, botanist;
- Christian Jürgensen Thomsen (1788 – 1865), arheolog;
- Wolf Heinrich Graf von Baudissin (1789 – 1878), diplomat, traducător;
- Joakim Frederik Schouw (1789 – 1852), avocat, botanist;
- Johan Ludvig Heiberg (1791 - 1860), poet, dramaturg;
- Lucie Ingemann (1792 – 1868), pictor;
- Ludvig Bødtcher (1793 – 1874), poet;
- Christian Albrecht Bluhme (1794 – 1866), om politic;
- Caroline Amalia de Augustenborg (1796 – 1881), regină a Danemarcei;
- Henrik Hertz (1797 – 1870), poet;
- Christian, Duce de Augustenborg (1798 – 1869), prinț german;
- Emil Aarestrup (1800 – 1856), scriitor;
- Christian Heinrich Grosch (1801 – 1865), arhitect;
- Peter Wilhelm Lund (1801 – 1880), paleontolog;
- Hans Christian Hansen (1803 – 1883), arhitect;
- Albert Küchler, (1803 – 1886), pictor;
- August Bournonville (1805 – 1879), coregraf;
- Johan Peter Emilius Hartmann (1805 – 1900), compozitor;
- Johannes Frederik Fröhlich (1806 – 1860), muzician;
- Frederick al VII-lea (1808 - 1863), rege al Danemarcei;
- Johann Christian Gebauer (1808 – 1884), compozitor;
- Theodore Edward Cantor (1809 – 1860), biolog;
- Christen Købke (1810 – 1848), pictor;
- Hans Christian Lumbye (1810 – 1874), compozitor;
- Wilhelm Marstrand (1810 – 1873), pictor;
- J. C. Jacobsen (1811 – 1887), om de afaceri;
- Ditlev Gothard Monrad (1811 – 1887), politician;
- Theophil Hansen (1813 – 1891), arhitect;
- Søren Kierkegaard (1813 – 1855), filozof;
- Marie Louise Charlotte (1814 - 1895), prințesă;
- Louise Rasmussen (1815 – 1874), dansatoare, actriță;
- Johannes Theodor Reinhardt (1816 – 1882), zoolog;
- Niels Gade (1817 – 1890), compozitor;
- Hinrich Johannes Rink (1819 - 1893), geolog;
- Lucile Grahn (1819 – 1907), balerină;
- Frederic Wilhelm de Hesse (1820 – 1884), prinț;
- Hans Peter Jørgen Julius Thomsen (1826 – 1909), chimist;
- Peter Arnold Heise (1830 – 1879), compozitor;
- Harald Hirschsprung (1830 – 1916), medic;
- Eduard Lassen (1830 – 1904), compozitor;
- Carl Heinrich Bloch  (1834 – 1890), pictor;
- Emil Hartmann  (1836 – 1898), compozitor;
- Thorvald N. Thiele (1838 – 1910), astronom;
- Theodor Philipsen (1840 - 1920), pictor;
- Georg Brandes (1842 - 1927), critic literar;
- Hugo Egmont Hørring (1842 – 1909), premier;
- Frederic al VIII-lea  (1843 – 1912), rege al Danemarcei;
- Harald Høffding (1843 – 1931), filozof;
- Alexandra a Danemarcei (1844 - 1925), soția regelui Eduard al VII-lea al Regatului Unit;
- George I al Greciei (1845 – 1913), rege al Greciei;
- Johan Henrik Deuntzer (1845 – 1918), om politic;
- Holger Drachmann (1846 - 1908), scriitor;
- Carl Joachim Andersen (1847 – 1909), compozitor;
- Dagmar a Danemarcei (1847 - 1928), soția țarului Alexandru al III-lea al Rusiei;
- Otto Valdemar Malling (1848 – 1915), compozitor;
- Sophie Helene Henriette Keller (1850 – 1929), soprană;
- John Dreyer (1852 – 1926), astronom;
- Harald Nielsen (1879 - 1957), scriitor;
- Aage Niels Bohr (1922 - 2009), fizician, fiul lui Niels Bohr;
- Helena Christensen (n. 1968), fotomodel;
- Christina Chanée (n. 1979), cântăreață;
- Prințul Christian al Danemarcei (n. 2005), membru al familiei regale;
- Prințesa Isabella a Danemarcei (n. 2007), membră al familiei regale.